# Tergoceracris
Tergoceracris is een geslacht van rechtvleugeligen uit de familie veldsprinkhanen (Acrididae). De wetenschappelijke naam van dit geslacht is voor het eerst geldig gepubliceerd in 2003 door Perez-Gelabert & Otte.

## Soorten
Het geslacht Tergoceracris omvat de volgende soorten:
- Tergoceracris cayey Perez-Gelabert & Otte, 2003
- Tergoceracris cerropunta Perez-Gelabert & Otte, 2003
- Tergoceracris ebanoverde Perez-Gelabert & Otte, 2003
- Tergoceracris guajataca Perez-Gelabert & Otte, 2003
- Tergoceracris luquillensis Perez-Gelabert & Otte, 2003
- Tergoceracris ocampensis Perez-Gelabert & Otte, 2003